# Mr. Cab Driver
«Mr. Cab Driver» es un sencillo del artista estadounidense Lenny Kravitz. La canción forma parte del álbum Let Love Rule, lanzado en 1989. El vídeo de la canción fue difundido por la cadena musical MTV.

## Canción
La canción describe un hecho de la vida real vivido por el cantante, después de un altercado con un taxista. La letra de la canción trata sobre problemas como el racismo y la discriminación, sin embargo, Kravitz afirmó: «todo trata sobre racismo y todo eso, pero está escrito con sentido del humor».
El vídeo musical fue dirigido por Geoff Barish y filmado en las calles de Nueva York, Estados Unidos.